# Gerald St. C. Mickle
Gerald St. Claire Mickle (* 21. Juli 1899 in Mobile, Mobile County, Alabama; † 16. September 1972 ebenda) war ein Brigadegeneral der United States Army. Er war unter anderem Kommandeur der 101. Luftlandedivision.
Er war ein Sohn von Robert Alexander Mickle Jr.(1867–1937) und dessen Frau Clara Geraldine McCoy (1874–1902). Über seine frühen Jahre ist nicht viel überliefert. Um das Jahr 1921 absolvierte er die United States Military Academy in West Point. Nach seiner Graduation wurde er als Leutnant in das Offizierskorps des US-Heeres aufgenommen. In der Armee durchlief er anschließend alle Offiziersränge vom Leutnant bis zum Brigadegeneral.
In seinen jüngeren Jahren absolvierte er den für Offiziere in den niederen Rangstufen üblichen Dienst in unterschiedlichen Einheiten und Standorten. Dazu gehörten auch Aufgaben als Stabsoffizier in verschiedenen Hauptquartieren. Im September 1941 wurde er zum Oberstleutnant befördert. Zu dieser Zeit war er Stabsoffizier in der Abteilung für Operationen (G3) der 3. Infanteriedivision. Diese Aufgabe bekleidete er zwischen dem 20. Juli 1940 und dem 10. Mai 1942. In diese Zeit fiel der amerikanische Eintritt in den Zweiten Weltkrieg. Mickles Division nahm vor und nach dem Kriegseintritt an umfangreichen Manövern in den Vereinigten Staaten teil.
Im Juni 1942 erfolgte seine Beförderung zum Oberst. Zwischen Januar 1943 und September 1945 gehörte Mickle dem Stab der 75. Infanteriedivision an. Diese war zunächst an zahlreichen Manövern in den Vereinigten Staaten beteiligt und wurde im November 1944 nach Großbritannien verlegt. Im Dezember des gleichen Jahres kam sie in Frankreich zum Kriegseinsatz. Unter teilweise schweren Gefechten drang die Division nach Osten in Richtung Deutschland vor.
Nach dem Ende seiner Zeit als Stabsoffizier bei der 75. Infanteriedivision übernahm Gerald St. Claire Mickle das Kommando über die 101. Luftlandedivision, das er aber nur in den Monaten September und Oktober 1945 innehatte. Anschließend gehörte er bis Dezember 1945 dem Stab der 83. Infanteriedivision an. Im September 1946 ging er in den Ruhestand.
Über sein Leben nach seiner Pensionierung ist nichts überliefert. Er starb am 16. September 1972 in seiner Geburtsstadt Mobile und wurde auf dem dortigen Magnolia Cemetery beigesetzt.

## Orden und Auszeichnungen
Brigadegeneral Mickle wurde im Lauf seiner militärischen Laufbahn unter anderem mit dem Silver Star Orden und dem Legion of Merit ausgezeichnet.